# Henri Cazalis
Henri Cazalis (ps. Jean Caselli i Jean Lahor; ur. 9 marca 1840 w Cormeilles-en-Parisis, Francja, zm. 1 lipca 1909 w Val-d'Oise, Francja) – francuski lekarz, poeta i intelektualista; przedstawiciel symbolizmu i parnasizmu.
Twórca nazwy francuskiej malarskiej grupy artystycznej Nabistów (fr. Les Nabis) – słowa, które pochodzi od hebrajskiego wyrazu nabis oznaczającego proroka. Termin ten ukazywał paralelę pomiędzy sposobem w jakim ci malarze zmierzali do ożywienia malarstwa (jako prorocy sztuki współczesnej) i sposobem jakim starożytni prorocy odmłodzili Izrael. Nazwa ta prawdopodobnie powstała w wyniku tego, że "większość ich nosiła brody, niektórzy byli Żydami i wszyscy byli rozpaczliwie poważni".

## Ważniejsze prace
- Chants populaires de l'Italie (1865)
- Vita tristis, Reveries fantastiques, Romances sans musique (1865)
- Melancholia (1868)
- Le Livre du néant (1872)
- Henry Regnault, sa vie et son œuvre (1872)
- L'Illusion (1875-1893)
- Cantique des cantiques (1885)
- Les Quatrains d'Al-Gazali (1896)
- William Morris (1897).